# Étienne Desmarteau
Étienne Desmarteau, född 4 februari 1873, död 29 oktober 1905, var en friidrottare från Kanada. Han deltog vid olympiska sommarspelen 1904.